# 1849 Кресак
1849 Кресак (1849 Kresak) — астероїд головного поясу, відкритий 14 січня 1942 року.
Тіссеранів параметр щодо Юпітера — 3,210.